# Autóctono (Platón)
Autóctono (Αὐτόχθων), en el Critias de Platón, es uno de los hijos de Poseidón y Clito. De los cinco pares de gemelos varones que surgieron de esta unión, Autóctono era el gemelo menor de Mneseo y ambos consituían el tercer par de gemelos que formaban parte de los príncipes atlantes. 

## Literatura
Autóctono aparece en uno de los escritos de Platón, concretamente en el Critias, y se le atribuye, junto a sus otros hermanos, la potestad de regir una región de la Atlántida.
Se considera a Autóctono como uno de los reyes que regirían, junto a sus hermanos, una parte de La Atlántida, tras la división de ésta por Poseidón en diez partes. 
En el Atlas de Vaugondray, del siglo XVIII, se propone la hipótesis de identificar la Atlántida con América del Sur, y se adjudican a Autóctono los territorios de Brasil.